# Yttersjön, Ångermanland
Yttersjön är en sjö i Örnsköldsviks kommun i Ångermanland och ingår i Moälvens huvudavrinningsområde. Sjön har en area på 0,0771 kvadratkilometer och ligger 292,9 meter över havet. Yttersjön ligger i Pengsjökomplexet Natura 2000-område. Sjön avvattnas av vattendraget Pengsjöån (Degersjöån).

## Delavrinningsområde
Yttersjön ingår i det delavrinningsområde (706424-159328) som SMHI kallar för Ovan Stavarsbäcken. Medelhöjden är 326 meter över havet och ytan är 6,04 kvadratkilometer. Räknas de 14 avrinningsområdena uppströms in blir den ackumulerade arean 129,56 kvadratkilometer. Pengsjöån (Degersjöån) som avvattnar avrinningsområdet har biflödesordning 2, vilket innebär att vattnet flödar genom totalt 2 vattendrag innan det når havet efter 97 kilometer. Avrinningsområdet består mestadels av skog (71 procent) och sankmarker (25 procent). Avrinningsområdet har 0,08 kvadratkilometer vattenytor vilket ger det en sjöprocent på 1,3 procent.